# Eriborus achalicus
Eriborus achalicus är en stekelart som beskrevs av Dbar och Saparmamedova 1988. Eriborus achalicus ingår i släktet Eriborus och familjen brokparasitsteklar. Inga underarter finns listade i Catalogue of Life.